# BNL Football League 2024
Die Saison 2024 der BNL Football League war die dritte Saison der American-Football-Liga für Teams aus Belgien und den Niederlanden. Die Spielzeit begann am 9. März 2024, das Finale fand am 6. Juli 2024 in Evere, Belgien statt.  Die Amsterdam Crusaders konnten ihren Titel erneut verteidigen.
Wie im Vorjahr wurden die Spiele auf YouTube übertragen.
Die Liga wurde nach der Saison aufgelöst. Die Teams kehrten in ihre nationalen Ligen zurück.

## Modus und Teilnehmer
In der Saison 2024 nehmen sechs Teams an der Liga teil. Neu dabei sind die Brussels Tigers sowie die Rotterdam Trojans.
- Amsterdam Crusaders
- Limburg Shotguns
- Kasteel Nitro’s
- Brussels Black Angels
- Brussels Tigers
- Rotterdam Trojans

Jede Mannschaft spielte je einmal zu Hause und einmal auswärts gegen jede andere Mannschaft. Gespielt wurde jeweils samstags 18.00 Uhr. Die reguläre Saison begann am 9. März 2024 und endete am 8. Juni 2024.
Die Limburg Shotguns wurden Mitte Mai 2024 ausgeschlossen, da sie zwei Spiele nicht austragen konnten, nachdem die Defense des Teams in Boykott getreten war. Die Spiele der Shotguns wurden aus der Wertung genommen.  Die Limburg Shotguns hatten drei ihrer sechs Spiele gewonnen.

## Tabelle
|    | Team                  | Sp | S | N | U | SQ    | P+  | P−  |
| -- | --------------------- | -- | - | - | - | ----- | --- | --- |
| 1. | Rotterdam Trojans     | 8  | 7 | 1 | 0 | 0,875 | 280 | 133 |
| 2. | Amsterdam Crusaders   | 8  | 6 | 2 | 0 | 0,750 | 318 | 048 |
| 3. | Brussels Black Angels | 8  | 5 | 3 | 0 | 0,625 | 218 | 107 |
| 4. | Brussel Tigers        | 8  | 2 | 6 | 0 | 0,250 | 068 | 269 |
| 5. | Kasteel Nitro’s       | 8  | 0 | 8 | 0 | 0,000 | 051 | 378 |

Legende:
_ Qualifikation fürs Finale

_ Qualifikation fürs Halbfinale
Spiele, Siege, Niederlagen, Unentschieden, SQ Siegquote, P+ erzielte Punkte, P− gegnerische Punkte

## Play-offs

### Halbfinale
|                                   |                       | {{{Spiel}}}         |        |                       |  |                  |
| Amsterdam 22. Juni 2024 18:00 Uhr |                       | Amsterdam Crusaders | 35 : 6 | Brussels Black Angels |  | Sportpark Sloten |
| Amsterdam 22. Juni 2024 18:00 Uhr | (7:0, 0:0, 8:6, 20:0) | Amsterdam Crusaders |        | Brussels Black Angels |  | Sportpark Sloten |

### Finale
In der dritten Saison der BNL Football League standen sich zum ersten Mal zwei niederländische Mannschaften gegenüber.
|                              |                         | Final BNL III     |         |                     |  |                                              |
| Evere 6. Juli 2024 18:00 Uhr |                         | Rotterdam Trojans | 14 : 38 | Amsterdam Crusaders |  | Sportcomplex Evere Referee: Douglas Robinson |
| Evere 6. Juli 2024 18:00 Uhr | (0:14, 0:14, 7:0, 7:10) | Rotterdam Trojans |         | Amsterdam Crusaders |  | Sportcomplex Evere Referee: Douglas Robinson |